# Nils Engströmer
Nils Engströmer, född 30 augusti 1767 i Höreda socken, död 10 oktober 1838 i Ekebyborna socken, var en svensk präst i Ekebyborna församling. 

## Biografi
Nils Engströmer föddes 30 augusti 1767 i Höreda socken. Han var son till Per Jonsson och Catharina Nilsdotter. Engströmer blev höstterminen 1789 student vid Uppsala universitet, Uppsala och prästvigdes 1 april 1795. Han blev 1 juni 1808 vice pastor och 9 mars 1809 komminister i Vårdnäs församling, Vårdnäs pastorat, tillträde samma år. Engströmer blev 14 oktober 1812 komminister i Slaka församling, Slaka pastorat, tillträde 1813 och blev 6 september 1820 kyrkoherde i Ekebyborna församling, Ekebyborna pastorat, tillträde 1822. Han blev 14 juli 1824 prost. Engströmer avled 10 oktober 1838 i Ekebyborna socken.

### Familj
Engströmer gifte sig 12 november 1809 med Eva Catharina Calén (1788–1873). Hon var dotter till kyrkoherden Daniel Calén i Kättilstads socken. De fick tillsammans barnen Per Daniel (född 1811), Henrik Gideon (1812–1895) och Johan Wilhelm (1815–1875).